# Миксон, Уэйн
Джон Уэйн Миксон (англ. John Wayne Mixson; 16 июня 1922, Нью-Броктон, Алабама — 8 июля 2020, Таллахасси, Флорида) — американский политик, 39-й губернатор Флориды (1987), 12-й вице-губернатор Флориды (1979—1987).

## Биография
Уэйн Миксон родился 16 июня 1922 года в Нью-Броктоне (штат Алабама) в семье Сесила Мэриона Миксона (Cecil Marion Mixson) и Минеолы Мозли Миксон (Mineola Moseley Mixson). В 1941 году Уэйн Миксон окончил школу и переехал во Флориду, чтобы получить военную специальность и офицерское звание. В 1942 году он начал службу авиамехаником военно-морских мягких дирижаблей, которые сопровождали караваны судов, передвигавшихся вдоль атлантического побережья США.
Во время войны, продолжая службу в военно-морских силах США, Миксон учился в Колумбийском и Пенсильванском университетах, а в 1947 году он окончил Флоридский университет, получив степень бакалавра делового администрирования (BBA). В том же 1947 году он женился на Марджи Грейс.
Политическая карьера Уэйна Миксона началась в 1967 году, когда был избран членом палаты представителей Флориды. Он переизбирался на этот пост ещё пять раз, проработав в палате представителей штата до 1978 года. 

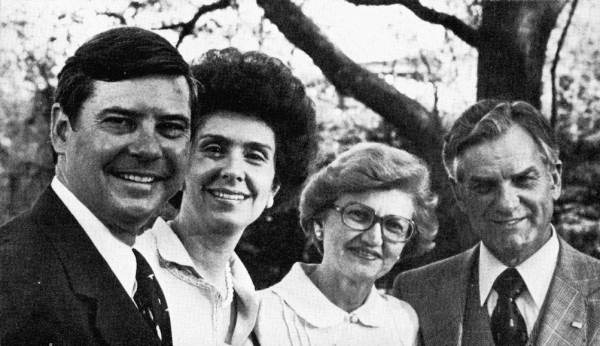
Губернатор Боб Грэм, его жена Адель Грэм, Марджи Миксон и Уэйн Миксон в 1986 году

На проходивших в ноябре 1978 года выборах губернатора Флориды кандидатом от демократической партии был Боб Грэм, а Миксон претендовал на пост вице-губернатора. Грэму и Миксону удалось одержать верх над соперниками из республиканской партии, и 2 января 1979 года Миксон вступил в должность вице-губернатора штата. Грэм и Миксон сохранили свои должности и на губернаторских выборах 1982 года.
3 января 1987 года Боб Грэм оставил пост губернатора штата, чтобы занять место сенатора США от Флориды. В результате Уэйн Миксон стал 39-м губернатором Флориды, пробыв на этом посту всего три дня, до 6 января 1987 года, так как с этого дня начинались губернаторские полномочия Роберта Мартинеса.
Уэйн Миксон скончался 8 июля 2020 года в Таллахасси в возрасте 98 лет. На момент своей смерти он оказался не только губернатором Флориды с самым коротким сроком полномочий, но и наиболее долгоживущим среди всех тех, кто когда-либо занимал этот пост.